# Новая карта русской литературы

Логотип сайта

Новая карта русской литературы (до 2017 года Новая литературная карта России) — интернет-проект, посвящённый современной русской литературе. Открыт в 2007 году, презентация состоялась 8 сентября на Московской международной книжной выставке-ярмарке. Организатором сайта значится Некоммерческое партнёрство «Русская литература»; сообщалось также, что сайт возник в развитие деятельности Независимой литературной премии «Дебют». Куратором проекта является ответственный секретарь премии «Дебют» известный поэт Виталий Пуханов, главный редактор сайта — критик и редактор Дмитрий Кузьмин.
Основу сайта составляют справочные страницы со сведениями о современных русских писателях, поэтах, драматургах, критиках, переводчиках (живущих не только в России, но и в других странах). По мнению представлявшей сайт в журнале «Знамя» Марии Галиной,

Новый проект, кажется, поставил перед собой масштабную задачу объединить оба, отобразить ВСЕ стороны литературной жизни России и Русского зарубежья (от персоналий и литературной карты стран и регионов до новостных рубрик, фоторепортажей, виртуальной литературной студии и проч.).

Отчитываясь о первом годе работы сайта на пресс-конференции в рамках II Красноярской ярмарки книжной культуры, Дмитрий Кузьмин заявил, что «хотя проекту фактически исполнился год с хвостиком, мы считаем, что находимся в таком младенческом состоянии, когда работа наша только начинается», и сформулировал задачу сайта таким образом:

мы предпринимаем попытку совместить информационную задачу с рекомендательной. <…> Это до некоторой степени взаимоисключающие задачи. С одной стороны, <…> наше общество и в частности писательский цех живут в условиях острого дефицита информации — о том, где что происходит, где кто работает, что вообще творится. Особенно это, конечно, связано с авторами и институциями нестоличными, которые в фокус общенационального внимания попадают редко и с трудом. С другой стороны, мы понимали, что просто учинить такой поминальник всех-всех-всех, кто где-либо когда-либо как-либо в литературе засветился, было бы тоже неправильно.

При поддержке сайта прошли литературные фестивали в Чебоксарах, Новосибирске, Вологде.
В январе 2017 года сайт изменил название, превратившись из «Новой литературной карты России» в «Новую карту русской литературы»: как было указано при этом на сайте, «в новой геополитической обстановке важно яснее понимать, что Россия не обладает монополией на русскую литературу»; переименование подразумевало дистанцирование от концепции Русского мира, превратившейся в «инструмент оправдания российской интервенционистской государственной политики».

## Адрес
- Новая карта русской литературы